# FractalTeams
FractalTeams (en español: Equipos fractales) es un modelo de organización de empresa desarrollado por Michel Henric-Coll y candidato a sustituir el modelo taylorista aún vigente en el principio del siglo XXI.
El modelo se centra en la dirección de personas como clave del funcionamiento de las organizaciones. Su originalidad consiste en poder integrar los desarrollos en materia de trabajo en equipo y liderazgo que han sido propuestos en el último cuarto del siglo XX y que se contradecían abiertamente con los planteamientos tayloristas.
Propone que Autonomía, Sentido y Reciprocidad reemplacen los fundamentos anteriores de Centralismo, Fragmentación e Individualismo. Argumenta que frente la creciente complejidad del sistema económico y social del principio del siglo XXI, la organización empresarial debe evitar caer en la complicación. Por ello, Fractal teams se presenta como una organización simple e isomorfa, basada en equipos de trabajo y estructuras que se repiten a diferentes escalas, como los fractales.

## Fundamentos
El autor del modelo argumenta que la gestión de las empresas en la primera década de 2000 sigue siendo taylorista, lo que confirman por ejemplo Hernando Gil Tovar quien expone que 

El taylorismo sigue vivo. A pesar de todos los contradictores, fallas e inconvenientes que se le han encontrado y endilgado; el aporte de Frederick Winslow Taylor sigue vigente, incluso más de lo que podemos suponer.
Hernando Gil Tovar, www.gerencie.com

 y Juan Carlos Cubeiro quien declara 

Es la amenaza taylorista, que regresa con fuerza, si es que se ha ido del todo alguna vez.
Juan Carlos Cubeiro,”Cinco Dias”

.
Por su parte, Omar Aktouf Archivado el 9 de agosto de 2009 en Wayback Machine., citado por Sonia Esperanza Monroy Varela, sostiene: 

Todavía se mantiene la inadmisible división social y técnica del trabajo, en momentos en que la organización requiere más iniciativa, creatividad y adaptación a los cambios, lo que implica una gran movilización de la inteligencia [… es necesario] revisar los esquemas desarrollados por la administración tradicional, que aunque ha coadyuvado al logro de importantes indicadores de crecimiento económico en varios lugares del mundo, conserva en sus bases teóricas y aplicadas principios y enunciados sofistas que han conducido a inequidades y desequilibrios que ponen en peligro la sostenibilidad misma del planeta.
Omar Aktouf,”www.docentes.una.edu.co

La competitividad interna, como consecuencia del individualismo de la doctrina taylorista impide la colaboración y el trabajo en equipo. Menciona Luis Arturo Rábade, profesor de la Universidad de Navarra: 

Nuestra cultura enfatiza el individualismo y las empresas funcionan todavía en clave de individuo.
 Luis Arturo Rábade,www.unav.es

En su libro: Introducción a Fractal Teams, Henric-Coll justifica la necesidad de cambiar de modelo de gestión tanto por razones económicas como sociales y sistémicas. Como razones económicas, argumenta que 

Las consecuencias psicosociales de los métodos tayloristas de trabajo en las empresas son responsables de la mayor parte del absentismo laboral, provocan una reducción de la productividad, y un costoso incremento en la rotación de personal
Henric-Coll, Michel,”Introducción a Fractal teams”

 El absentismo genera costes ocultos (Véase conectapyme u Cinco Dias). Desde una perspectiva social, expone en la misma obra que la gestión del personal está provocando desmotivación, pérdida de implicación, enfermedades psicosociales y que la pérdida de sentido existencial que ocasiona, afecta negativamente la propia sociedad.
La justificación sistémica se basa en el hecho de que el centralismo es reduccionista de la variedad del sistema y que por tanto la voluntad de gestión centralizada de una empresa se enfrenta a la ley de la variedad requerida de Ashby: A su vez, impide que el sistema adquiera la suficiente complejidad, generando así una degradación de la energía del sistema (entropía).

## Características
La organización en equipos fractales se autodefine como “un modelo con características sistémicas, ontológicas y holísticas”. Otorga tanta importancia a las interrelaciones entre componentes, como a las personas, consideradas como seres individuales y sociales. Ve a la organización como un todo que aporta el significado a las partes (equipos y miembros) que la conforman” (Introducción a Fractal Teams).
Considera a la empresa como una federación de equipos inteligentes que disponen de autonomía operativa y cierto nivel de autorregulación.
Sus características sistémicas le permiten aumentar la complejidad del sistema sin aumentar su complicación, lo que era uno de los mayores reproches hecho al taylorismo, característica que debe permitirle adaptarse a un entorno híper cambiante (Véase Mercedes Grijalvo y Bernardo Prida (enlace roto disponible en Internet Archive; véase el historial, la primera versión y la última).).
Es  ontológico porque se interesa por las características de los trabajadores como seres humanos y no solo como elementos productivos, en sus finalidades e interrelaciones.
Se define también como holística en el sentido de que considera que la empresa es más que la suma de sus componentes (el todo) y que a su vez este todo debe proporcionar una finalidad y un sentido a los seres que lo componen.
La estructura Fractal teams es isomorfa y gracias a la distribución de la autonomía y a la reciprocidad, favorece la emergencia y la superveniencia en oposición al reduccionismo de las tesis tayloristas.
El modelo Fractal teams considera la empresa como un sistema muy peculiar en el sentido que parte del entorno forma parte del propio sistema, y que por tanto resulta particularmente difícil, por no decir irrelevante, trazar una frontera entre el sistema y su entorno (Henric-Coll: “No es correcto diferenciar el sistema empresa de su entorno [… la empresa] se parece al caso de la medusa que vive en el agua y está esencialmente compuesta de agua, no podríamos aislarla de su entorno y a la vez mantener sus constituyentes vitales”).

## Los pilares
Michel Henric-Coll define tres pilares que constituyen las bases de los paradigmas de Fractal teams.
- Sentido

El sentido del trabajo debe aportar también sentido a la vida y un trabajo sin sentido provoca desmotivación laboral pero también neurosis y desesperación en la existencia (Véase Leonardo Buero). Henric-Coll opone el sentido a la fragmentación, responsable de la pérdida de visión global, de sensación de pertenencia y de percepción holística.
- Autonomía

Se opone al centralismo. Según la Teoría General de Sistemas, el centralismo introduce rigidez y dificulta o impide la evolución y la adaptación a los cambios.
- Reciprocidad

El modelo entiende como reciprocidad la interdependencia tanto entre la propiedad y los trabajadores como entre los trabajadores entre sí. Considera el taylorismo como un modelo ganador-perdedor, un juego de suma cero en el que unos sólo pueden ganar si otros pierden. Fractal teams pretende sustituirlo por una concepción ganador-ganador argumentando que los objetivos de la propiedad y de los trabajadores son diferentes y por tanto compatibles. Henric-Coll considera que un modelo de gestión que no incluya la reciprocidad no es sostenible ().

## Crítica
El modelo define el taylorismo a partir de tres valores claves (centralismo, fragmentación, individualismo) lo que no resuelta conforme con la mayoría de los autores que suelen añadir: separación entre el trabajo manual e intelectual, organización del trabajo en torno a las tareas, reducción de las cualificaciones, control tanto sobre los trabajadores como sus resultados, existe una “mejor manera” de hacer las cosas, la diferenciación del papel de supervisor del de trabajador.
No se presentan ejemplos de empresas que hayan implantado el modelo en su globalidad, pero sí que han aplicado los principios y parte de la estructura fractal. Un ejemplo lo proporciona el grupo ROCA en una de sus fábricas, bajo la supervisión de Jordi López Daltell que relata la experiencia en su libro "Creo luego creo". Otro la empresa Bellota Herramientas con el proyecto MotiBa merecedor de un galardón en la edición 2011 de los premios otorgados por la Asociación Española de Directores de Personal (Aedipe).